# Генерал-губернаторство Люблин
Генерал-губернаторство Люблин (нем. Generalgouvernement Lublin; пол. Generalne Gubernatorstwo Lubelskie), также Военное генерал-губернаторство в Польше (нем. Militärgeneralgouvernement in Polen; пол. Generalne Gubernatorstwo Wojskowe w Polsce) — оккупационная военная администрация под властью Австро-Венгрии, созданная во время Первой мировой войны на юге бывшего Царства Польского.

## История
25 августа 1915 года австро-венгерская армия сформировала военную администрацию Кельце с генералом-майором Эрихом фон Диллером (чеш. Erich von Diller), позже ставшим генерал-губернаторством Люблин. На севере Царства Польского, оккупированного Германской армией, было сформировано генерал-губернаторство Варшава.
10 октября 1916 года канцлер Германии Теобальд фон Гетман Гольвег потребовал от Австро-Венгрии объединения Люблинской администрации с германским генерал-губернаторством Варшавой, однако министр иностранных дел Австро-Венгрии Иштван фон Буриан фон Раец отклонил это требование.
5 ноября 1916 года на оккупированных территориях было создано Королевство Польское — марионеточное государство Центральных держав.